# Менхеперра
Менхеперра (д/н — 992 до н. е.) — давньоєгипетський політичний діяч, верховний жрець Амона у Фівах та фактичний володар Верхнього Єгипту в 1045—992 роках до н. е.

## Життєпис
Походив з роду Герігора. Син фараона Пінеджема I і цариці Дуатхатгор-Хенуттауї, доньки фараона Смендеса, онуки Рамсеса XI. Стосовно дати народження немає відомостей. У 1045 році до н. е. після смерті свого зведеного брата Джедхонсуефанха отримав посаду верховного жерця Амона. Він дотримувався традиції, встановленої ще Герігором, вміщав титул «Верховного жерця» в царський картуш.
Менхеперра одружився з донькою свого старшого брата Псусеннеса I і цариці Уаї. Тим самим продовживши традиції родинних зв'язків між володарями Верхнього і Нижнього Єгипту, що було започатковано батьком Менхеперри.
Разом з батьком підтримував діяльність свого брата фараона Псусеннеса I, що правив Нижнім Єгиптом в Танісі. Незабаром фактично став співволодарем свого батька. Після смерті останнього близько 1032 року до н. е. успадкував владу над Верхнім Єгиптом. Але невідомо стосовно прийняття Менхеперрою титулу фараона. Напевне намагався підтримувати видимість єдиної держави за номінального володарювання Псусеннеса I.
Найзначущою подією, що сталася за його панування, стало повстання представників деяких знатних фіванських родин, яке датують або одночасно з обранням Менхеперра на посаду верховного жерця Амона, або після смерті Пінеджема I. Була здійснена спроба відновити порядок, який існував до захопленням влади родом Герігора — тоді право обрання Верховного жерця Амона належало місцевим аристократам.
Впливові аристократи і жерці змогли організувати соціальний виступ проти Менхеперра, але той зумів успішно придушити і, скориставшись "порадою оракула Амона", депортував всіх призвідників бунту до Ель-Харги, віддаленої оази в Лівійській пустелі. Виходячи з політичної доцільності, цей же оракул незабаром порадив Менхеперрі надати всемилостиву амністію повстанцям, що дозволило їм повернутися назад до Фів, що було задокументовано на так званій Стелі Вигнання.
Будівельна діяльність під час довгого правління Менхеперри виявляється значно скромнішою через скорочення надходжень до скарбниці храму Амона. Збереглися свідчення про будівництво стіни навколо Карнакського храму, покликаної захистити його від поширення житлових будівель; про зміцнення прикордонної фортеці Тенджаї на півночі Середнього Єгипту біля сучасної Ель-Хіби.

## Родина
Дружина — Ісетемхеб III, донька фараона Псусеннеса I
Діти:
- Смендес II (д/н—990 до н. е.), Верховний жрець Амона у 992—990 роках до н. е.
- Хенуттауї III, дружина Смендеса II
- Пінеджем II (д/н—969 до н. е.), Верховний жрець Амона у 990—969 роках до н. е.
- Ісетемхеб, дружина Пінеджема II
- Горі, жрець Амона і Сета
- Мерітамон
- Гаутсешен, дружина Танеферу, 3-го жерця Амона